# Дигер

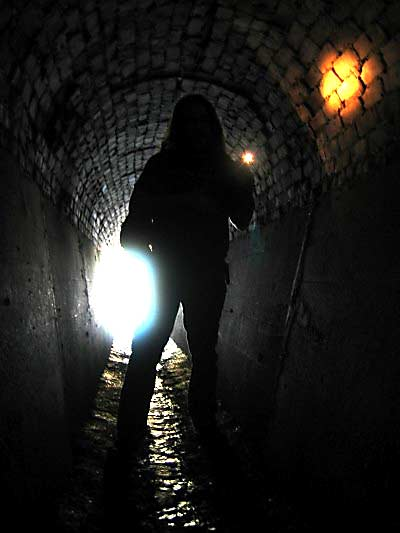

Ди́гер (також ди́ґер; від англ. digger) — 1) людина, що подорожує штучними підземеллями ; 2) у гірничій справі — шукачі алмазів («river diggings» — за назвою річкових розробок).

## Сутність терміна
У багатьох містах дигери представляють сучасну урбаністичну субкультуру. Дослідників штучних підземель називають спелестологами, однак це не зовсім правильно, оскільки спелестологи зазвичай вивчають каменоломні, шахти тощо. Дигерів же цікавлять переважно комунікації (дренажні системи, підземні річки та ін.). Самі дигери зізнаються, що мають певну філософію, яку може зрозуміти лише той, хто належить до їхньої команди.
У кожному місті є своя «точка», де збираються дигери. Зазвичай, це тихе місце в промисловій зоні з магазином поблизу.

## Позитивні параметри
Дигери співпрацюють із комунальними службами, повідомляють про аварії та незаконні відведення труб — зливи з різних підприємств (автомийок, закладів громадського харчування). Працівники комунальних служб фізично не можуть перевірити кожен метр комунікацій, тому вони не перешкоджають дигерам обстежувати підземний «трафік» .
Основні служби, що опікуються підземними комунікаціями, наприклад, у Києві — це «Київавтодор», «Київводоканал» та СУППР (Спеціалізоване управління протизсувних підземних робіт) . Кожне підприємство відповідає за певний тип комунікацій: «Київавтодор» — за дощову каналізацію, «Київводоканал» — за побутову (господарсько-фекальну) каналізацію та водогін, а СУППР стежить за станом дренажних систем, які перешкоджають зсувам ґрунту. 

## Спорядження дигера
Ліхтар— найважливіше для роботи під землею. Дигери поділяють їх на два типи: «говнострой» і «фірмА» .
Перший вид — це саморобні ліхтарі, виготовлені з підручних матеріалів, однак інколи серед них трапляються досить хороші екземпляри. Зазвичай, мають форм-фактор налобника.
Другий — ліхтарі заводського виробництва, зокрема, фірм Petzl та Fenix, а також масовий китайський товар.
Хімза — костюм протихімічного захисту (радянські ОЗК та Л1; рибальські чоботи), що
використовується для подолання водних перешкод або просто брудних місць.
SRT (Single Rope Technique) — техніка однієї мотузки, широко поширена в спелеології техніка проникнення в вертикальні і субвертикальні ділянки. Завдяки доступності, використовується в дослідженні вертикальних колодязів каналізаційних систем.

## Типи підземних споруд
- колектори (фекальні, дощові)
- дренажні системи
- теплотраси
- кабельні колектори
- водогони
- об'єкти Цивільної Оборони
- метро

## Правові аспекти
В Україні до дигерів ставляться досить лояльно, бо проникнення у комунікаційні споруди (за умови, що там немає замків чи попереджувальних написів) не є правопорушенням. Загалом позитивну роль відіграє і співпраця між дигерами та представниками комунальних служб.

## Професійні хвороби
У зв'язку з перебуванням в умовах високої вологості можливі грибкові ураження шкіри та легенів. У каналізаційних системах накопичується сірководень. У великих концентраціях цей газ викликає важке отруєння, на що вказує відчуття нудоти, втрата нюху, запаморочення, раптова втрата свідомості. Метан і окис вуглецю важчі за повітря, тому осідають внизу; відчувши запаморочення, не можна нахилятися або присідати. Завжди є небезпека падіння і, відповідно, відкритих, закритих переломів, пошкодження хребта, тазової кістки, травми голови та шиї. Щоб попередити судоми, які можуть виникнути через перебування у холодній воді, необхідно заздалегідь забезпечити себе спецодягом.